# Myokloni
Myokloni är korta, ofrivilliga ryckningar i en muskel eller en grupp av muskler. Sådana ryckningar kan vara symtom på ett antal neurologiska sjukdomar, exempelvis epilepsi, multipel skleros, Parkinsons sjukdom och Alzheimers sjukdom.
Om tillståndet endast uppkommer under sömn kallas det sömnmyokloni och räknas som en psykogen sömnstörning.
Vid utsättning av antiepileptika såsom exempelvisGabapentin kan agitation (ett tillstånd av ständig rastlöshet och ofrivilliga, meningslösa rörelser) uppkomma.